# Pseudohyaleucerea flavescens
Pseudohyaleucerea flavescens är en fjärilsart som beskrevs av Max Wilhelm Karl Draudt 1915. Pseudohyaleucerea flavescens ingår i släktet Pseudohyaleucerea och familjen björnspinnare. Inga underarter finns listade.